# Малкога білогруда
Малко́га білогруда (Phaenicophaeus pyrrhocephalus) — вид зозулеподібних птахів родини зозулевих (Cuculidae). Ендемік Шрі-Ланки.

## Опис

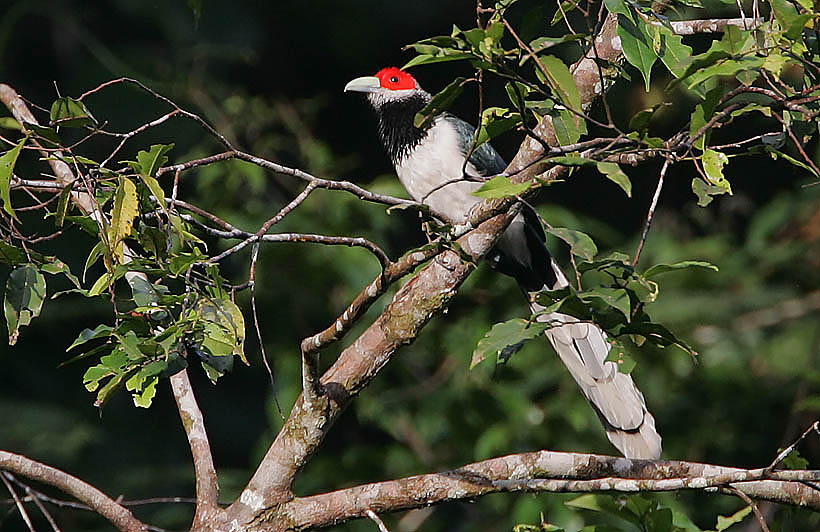
Білогруда малкога

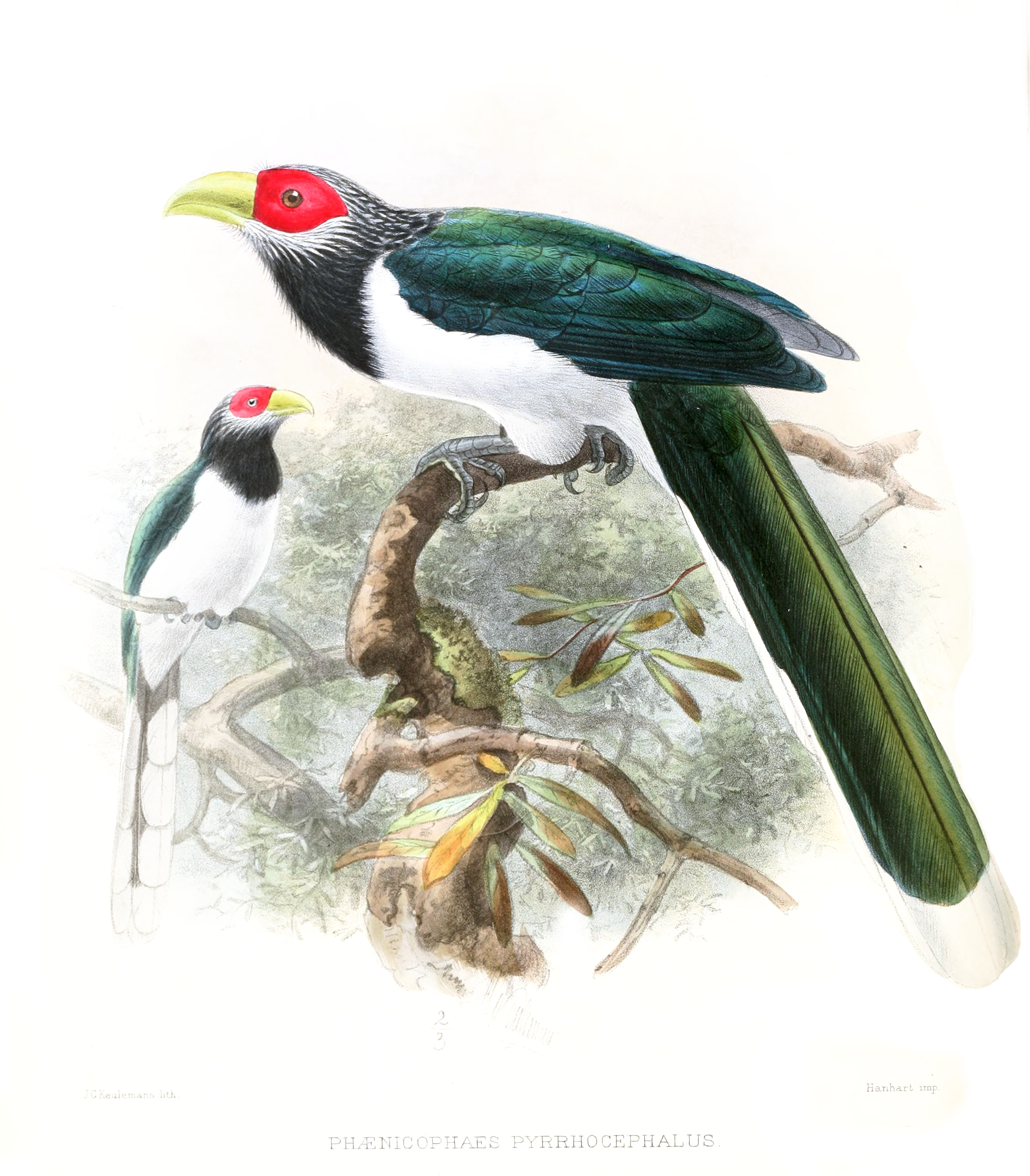
Білогруді малкоги

Довжина птаха становить 40-46 см, враховуючи хвіст довжиною 29 см. Голова, шия, горло і верхня частина грудей чорні, поцяткована вузькими білими смужками, особливо на щоках і підборідді. На обличчі великі червоні плями, які здаються голими, однак насправді покриті короткими, волосоподібними яскраво-червоними пір'їнками. Верхня частина тіла темно-зелена або темно-синьо-зелена, решта нижньої частини тіла біла. Верхні покривні пера хвоста темно-зелені з білими краями. Хвіст довгий, східчастий, на кінці стернових пер широкі білі плями, помітні на нижній стороні хвоста. Дзьоб великий, світло-жовто-зелений. Райдужки у самців карі, у самиць білуваті. Лапи сизувато-сірі або блакитнувато-зелені. Молоді птахи мають менш яскраве забарвлення.

## Поширення і екологія
Білогруді малкоги мешкають в центральній і південній частині острова Шрі-Ланка. Вони живуть в густих, високих, вологих тропічних лісах з густим підліском, зокрема в Національному парку Сінхараджа, дуже рідко трапляються у вторинних лісах. Зустрічаються на висоті до 1540 м над рівнем моря, однак останнім часом переважно на висоті до 920 м над рівнем моря. Історично білогруді малкоги були більш широко поширені, та, можливо, зустрічалися на півдні Індії.
Білогруді малкоги живляться комахами, зокрема гусінню, богомолами і паличниками, а також дрібними безхребетними, такими як ящірки, ягодами і плодами. Вони часто приєднуються до змішаних зграй птахів. Білогруді малкоги не практикують гніздовий паразитизм, сезон розмноження у них триває з січня по травень і з серпня по вересень. Гніздо має чашоподібну форму, розміщується на дереві, встелюється листям. В кладці 2-3 білих яйця. За пташенятами доглядають і самиці, і самці.

## Збереження
МСОП класифікує цей вид як вразливий. За оцінками дослідників, популяція білогрудих малког становить від 3500 до 15000 птахів, однак деякі дослідники вважають, що вона нараховує не більше кількох сотень птахів. Білогрудим малкогам загрожує знищення природного середовища.